# أسامة الشنقيطي
أسامة الشنقيطي (بالإنجليزية: Osamah Al-Shanqiti) هو رياضي سعودي، ينافس في الوثب الثلاثي والوثب الطويل. مثل السعودية في الألعاب البارالمبية الصيفية لعام 2008 في بكين، وفاز بأول ميدالية ذهبية أولمبية أو بارالمبية على الإطلاق لبلاده، برقم قياسي عالمي 15.37 متر.